# De Bevers
Volleybalvereniging De Bevers is een club uit het Nederlandse dorp Lemelerveld, gelegen in de provincie Overijssel. De club werd opgericht op 4 oktober 1969 als Volleybalvereniging Lemelerveld (V.V.L.). De club heeft ongeveer 250 leden. Het eerste damesteam speelt in de Regiodivisie Noord-Oost.